# ミーラン遺跡
ミーラン遺跡（ミーランいせき）は、中華人民共和国新疆ウイグル自治区バインゴリン・モンゴル自治州チャルクリク県に位置する遺跡群。長期にわたる年代にまたがっており、鄯善（楼蘭王国）の伊循城跡や漢代の屯田と唐代の戍堡遺跡などを含む。仏教寺院の壁画からは、古代ローマの風格を持った3世紀の「翼をもつ天使像」が発見された。

## 地理および歴史
古代におけるミーランは、タクラマカン砂漠の南のオアシス都市で、シルクロード上のロブノールとアルチン山脈の交わるところに位置した。
2000年前、山上の水源によりミーランは良好な灌漑をおこなうことができ、西域南道の交易の中心として栄えた。仏教が発展して寺院が林立した。
中国の歴史文献中のミーランの旧称は相当混乱している。オーレル・スタインとギルスレンはミーランを古代の扜泥とみなした。『漢書』の記述では、扜泥は鄯善（楼蘭）の都城である。酈道元の説では鄯善の都城は伊循であり、チャルクリクにあたる。唐代の旅行記からは唐代の伊循が今日のミーランとみなされるが、チャルクリクとミーランの間には距離にして80kmも離れており、異論が絶えない。

## 考古発見
はじめてミーラン遺跡の系統だった研究をおこなった考古学者は、オーレル・スタインである。かれは1907年からミーラン遺跡の研究を開始した。ミーランで発掘された遺物から、ミーラン古城が他の地方と成熟した交易活動をおこなっていたことが証明され、交易の範囲は遠く地中海にまで及んでいた。ミーランでの仏教の影響は紀元前1世紀まで遡ることができ、初期の仏教経典や壁画は中央アジアやインド北部の伝統様式と類似していた。ミーランで発見された絵画ほか芸術品は、古代ローマとの影響関係が認められた。
文字史料の多くは、初期のチベット文字で木や紙に書かれており、8世紀から9世紀にかけての行政文書や軍事資料であった。